# ست آدونکور
ست آدونکور (انگلیسی: Seth Adonkor; ۳۰ اکتبر ۱۹۶۱ – ۱۸ نوامبر ۱۹۸۴) بازیکن فوتبال اهل فرانسه بود.
از باشگاه‌هایی که در آن بازی کرده‌است می‌توان به باشگاه فوتبال نانت اشاره کرد.